# Холмс, Хелен
Хелен Холмс (англ. Helen Holmes; 19 июня 1893 или 19 июня 1892, Чикаго, Иллинойс — 8 июля 1950, Бербанк, Калифорния) — американская актриса театра и кино, каскадёр, менее известна как сценаристка, кинорежиссёр и кинопродюсер. Наиболее запомнилась зрителю исполнением главной роли в киносериале «Опасности Хелен» (1914—1917).

## Биография
Информация о рождении Хелен туманна. Разные источники говорят о 7 июля, либо о 19 июня 1892 года, другие источники указывают те же числа, но 1893 года; «родилась между 1891 и 1894 годами». Местом её рождения называется город Чикаго (или округ Кук без уточнения города), или город Саут-Бенд (штат Индиана), или город Луисвилл (штат Кентукки).
Её отца звали Луис А. Холмс, он был эмигрантом из Норвегии, работал клерком на Центральной железной дороге Иллинойса; мать звали София.
Образование Хелен получила в Монастыре Святой Марии в городе Саут-Бенд (штат Индиана). Начала работать фотомоделью, затем стала играть в театрах, и уже в 1909 году состоялся её дебют на Бродвее.
Из-за туберкулеза в семье около 1910 года Хелен, её овдовевшая мать, братья и сёстры переехали в Калифорнию, поселившись в нескольких километрах от поселения Шошони в Долине Смерти. На этой сделке они потеряли свои сбережения в результате мошенничества с недвижимостью, купив дом на берегу реки Колорадо.
После окончания своей кинокарьеры у Холмс был небольшой антикварный бизнес в своём доме в Сан-Фернандо: она владела большой коллекцией редких кукол.
Хелен Холмс скончалась 8 июля 1950 года в городе Бербанк (штат Калифорния) от сердечной недостаточности. Похоронена на кладбище «Лесная поляна» в Глендейле.

### Карьера
Вскоре после прибытия в Калифорнию Холмс познакомилась с известной киноактрисой Мэйбл Норманд, и с 1913 года начала сниматься в кино, заключив контракт с только появившейся Keystone Studios. Затем она перешла на работу в киностудию Kalem. За первые два года работы в Kalem Studios Холмс снялась более чем в тридцати короткометражных фильмах, за это время её спортивная подготовка, способность выполнять физически сложные трюки привлекла внимание известных режиссёров и продюсеров.
В марте 1914 года, когда в СМИ США были очень популярны темы, посвящённые женскому избирательному праву, конкурент Kalem Studios, Pathé Frères, выпустила приключенческий киносериал «Опасные похождения Полины». Фильм, в главной роли в котором снялась актриса Перл Уайт, смелая и дерзкая героиня, имел феноменальный успех. Поэтому в ноябре того же года Kalem Studios выпустила свой сериал под названием «Опасности Хелен», главную роль в нём на протяжении трёх лет (в 119 сериях) исполнила Холмс. В нём она исполняла много каскадёрских трюков: запрыгивала в движущиеся поезда, гонялась за бандитами и пр. (наиболее опасные трюки за неё исполнила Хелен Гибсон). Получив заметную известность после этой роли, она с мужем перешла на работу в более крупные студии: Thomas H. Ince Productions и Universal Pictures. Вскоре пара создала собственную киностудию Signal Film Productions, которая просуществовала около полутора лет, после чего разорилась. После «Опасностей Хелен» Холмс получила прозвище Королева железной дороги.
С 1919 по 1924 год она снялась лишь в восьми фильмах, в 1924—1925 годах — в примерно полутора десятках, затем последовали три картины в 1926 году, после чего её кинокарьера была окончена.
В 1915—1916 годах Холмс вступила сценаристкой семи короткометражных лент, в 1917 году — режиссёром картины The Railroad Raiders, в 1920—1921 годах — продюсером двух фильмов.
Впечатлившись успехом фильмов с участием немецкой овчарки Рин Тин Тин, она в конце 1920-х годов занялась дрессурой животных для съёмок в кино.

### Личная жизнь
- Первым мужем Холмс стал известный актёр и режиссёр Джон Макгоуэн[англ.]. Год заключения брака неизвестен (до 1917 года), в 1925 году последовал развод[7].
- Второй муж актрисы — малоизвестный актёр Ллойд А. Сондерс. Год заключения брака неизвестен (конец 1920-х), в 1946 году Сондерс умер[8][4].

## Избранная фильмография
- 1913 — Барни Олдфилд мчится, спасая жизнь / Barney Oldfield's Race for a Life — селянка (в титрах не указана)
- 1914—1917 — Опасности Хелен[англ.] / The Hazards of Helen — Хелен, телеграфистка на ж/д станции[1] (в 119 сериях)

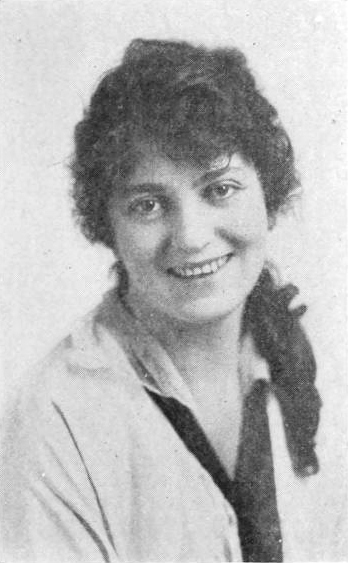
Фото 1915 года
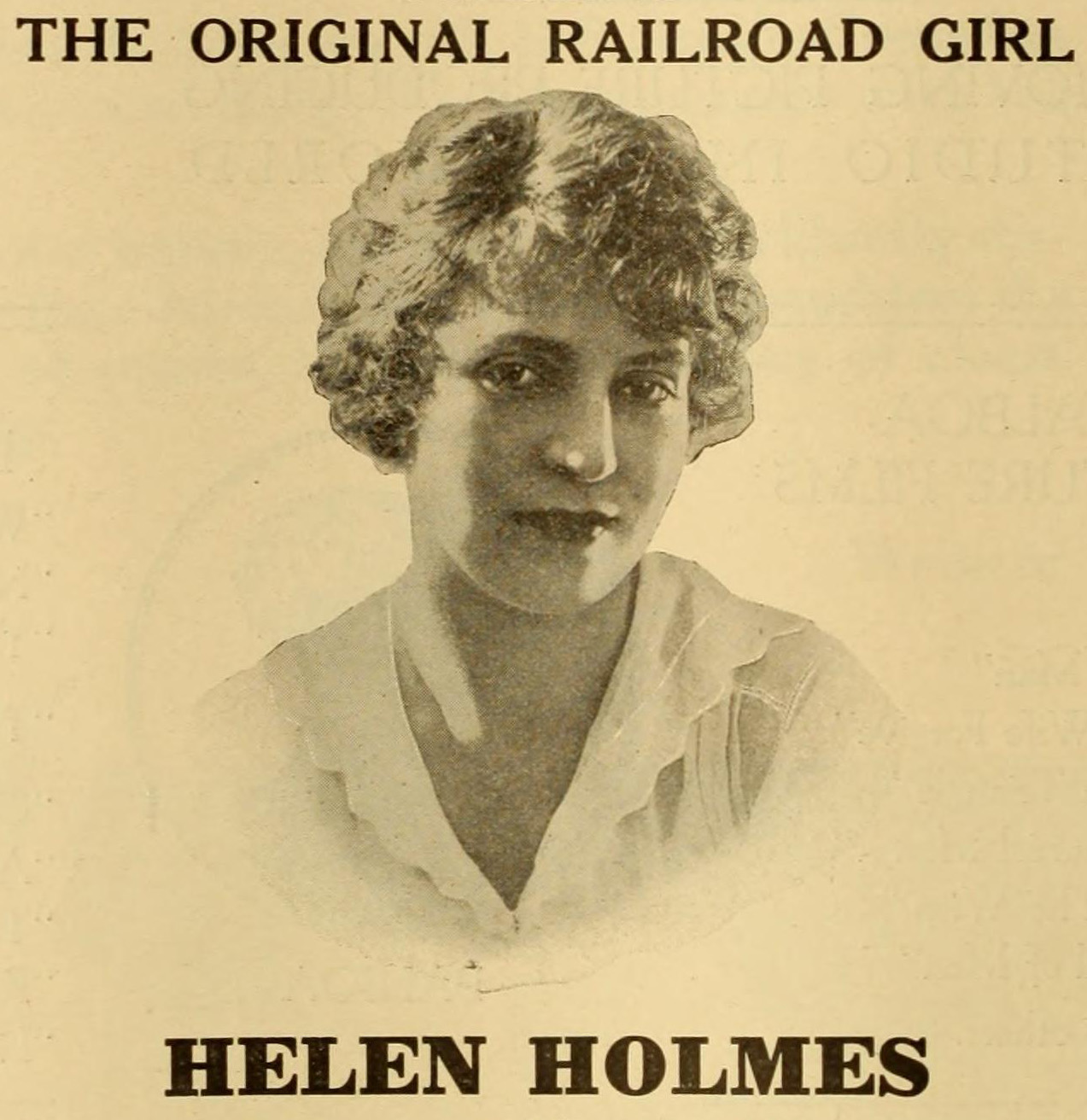
Фото в журнале The Moving Picture World[англ.] (июль 1916). Надпись сверху гласит: «Оригинальная девушка с железной дороги».
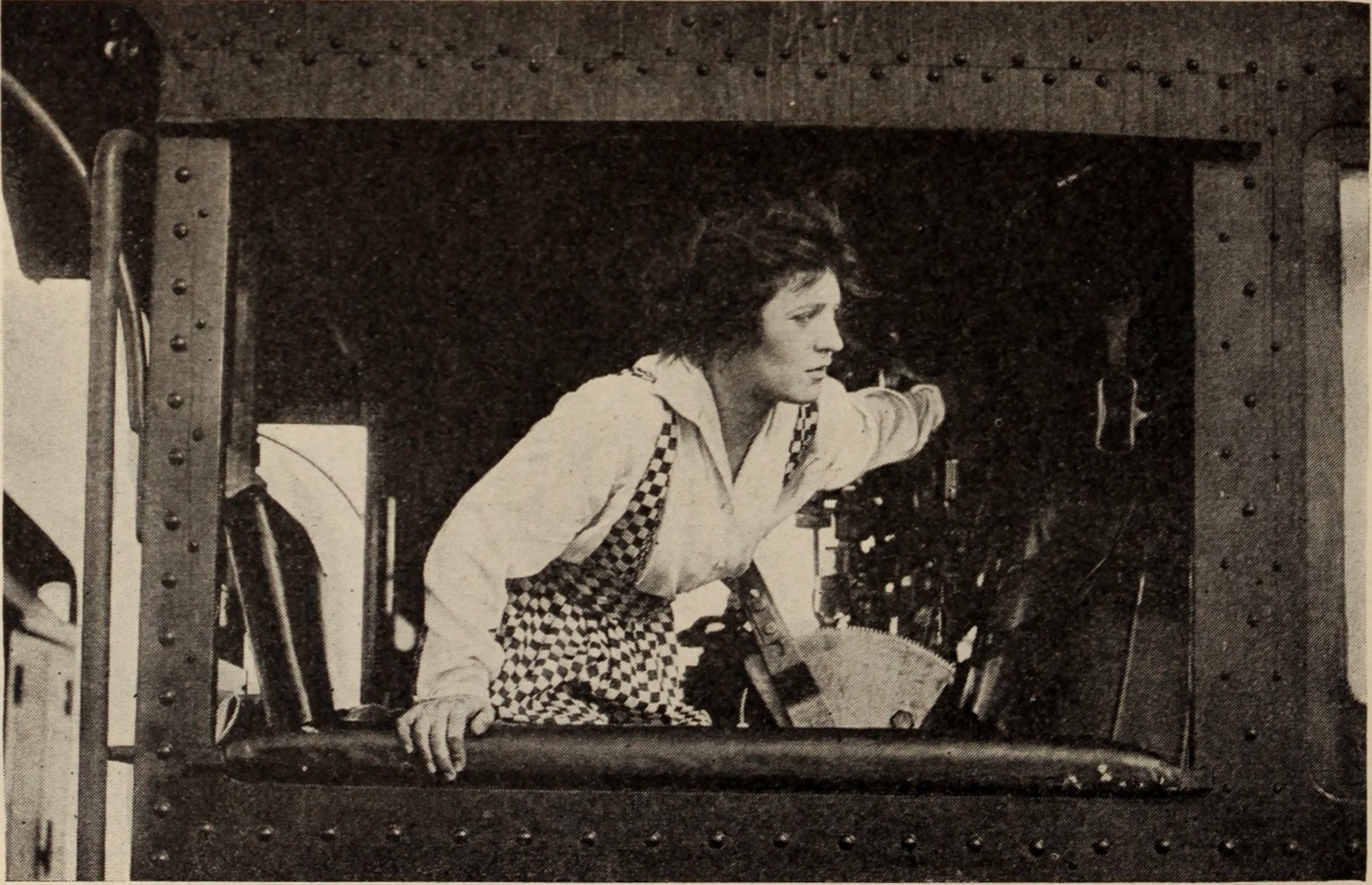
Фото в журнале Baltimore and Ohio Employes Magazine (октябрь 1916)
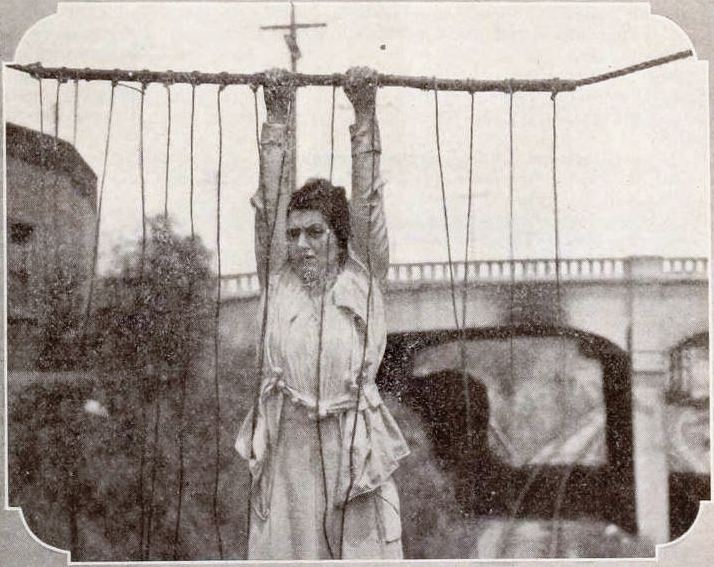
В киносериале The Lost Express (1917)
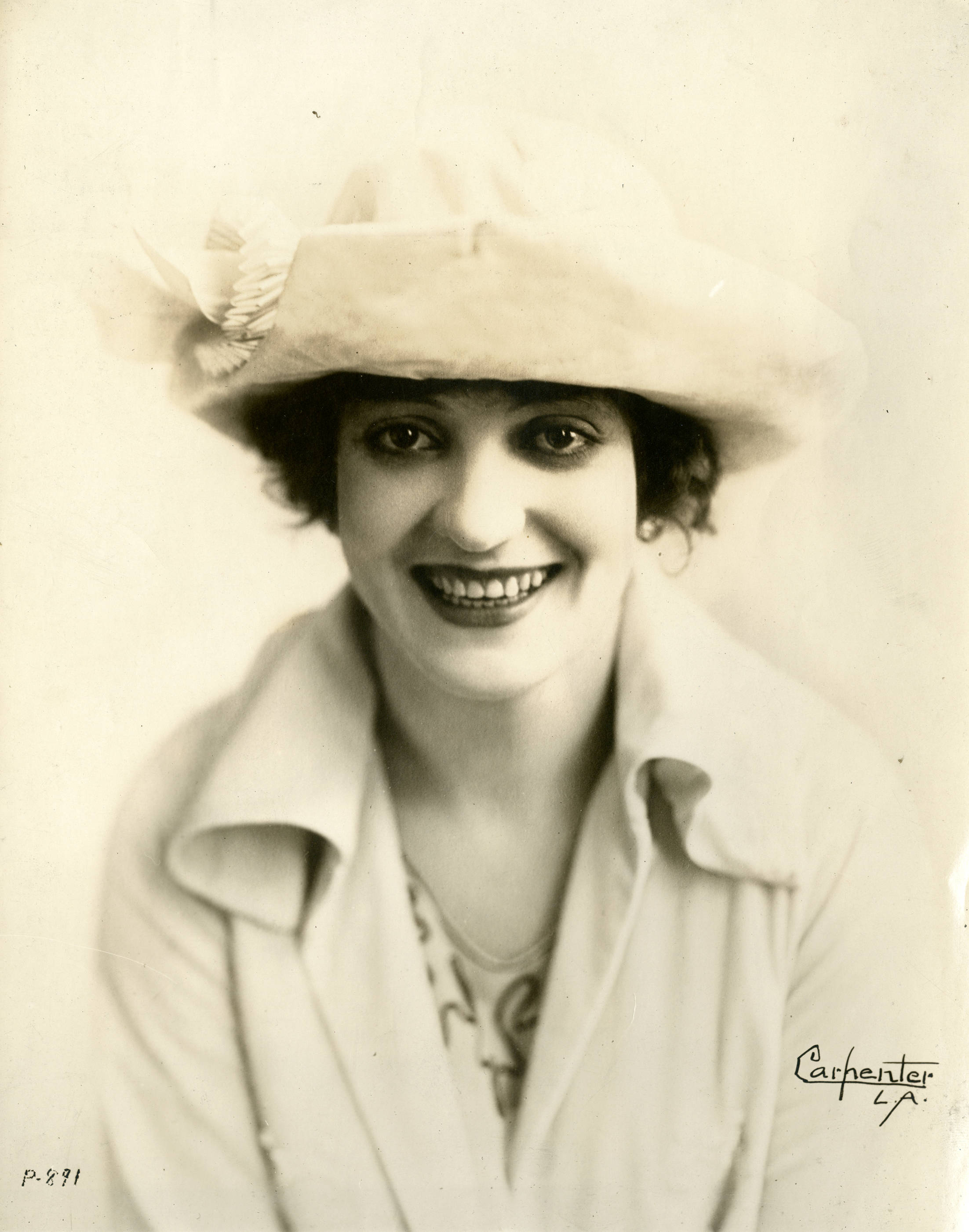
Фото 1917 года
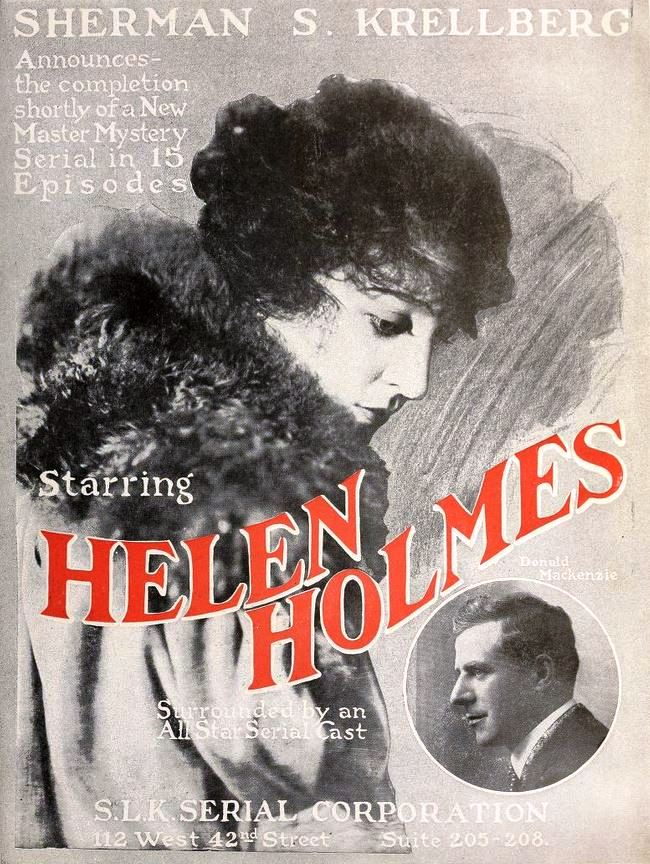
Реклама киносериала The Fatal Fortune. Журнал Motion Picture News[англ.] (июль 1919).